# Million Reasons
«Million Reasons» —en español, «Millones de razones»— es una canción de la cantautora estadounidense Lady Gaga, perteneciente a su quinto álbum de estudio, Joanne (2016). Fue compuesta y producida por ella y Mark Ronson, con ambos recibiendo apoyo de Hillary Lindsey en la composición y de BloodPop en la producción. Inicialmente, había sido publicada como primer sencillo promocional del álbum el 6 de octubre de 2016, pero tras la buena recepción de parte del público, pasó a ser el segundo sencillo oficial.
En general, «Million Reasons» tuvo un buen rendimiento comercial. En los Estados Unidos alcanzó la cuarta posición del Billboard Hot 100 y además obtuvo tres discos de platino de parte de la RIAA certificando tres millones de unidades entre copias digitales y equivalencia de streaming. En otros territorios como Canadá, Eslovaquia, Hungría, Italia y Suiza también entró a los veinte primeros. Su videoclip, el cual fue dirigido por Ruth Hogben y Andrea Gelardin como una secuela de «Perfect Illusion», estrenó el 14 de diciembre de 2016 por MTV. El tema recibió una nominación a los premios Grammy de 2018 en la categoría de mejor interpretación pop solista.

## Antecedentes y composición
Poco después del lanzamiento de «Perfect Illusion», la artista anunció que haría una pequeña gira promocional llamada Dive Bar Tour, que daría su primer espectáculo en Nashville el 5 de octubre de 2016, y donde además cantaría dos canciones nuevas llamadas «Million Reasons» y «Sinner's Prayer». Un día después de la presentación, «Million Reasons» fue publicada como primer sencillo promocional de Joanne. El 20 del mismo mes, tras la aparición de Gaga en el programa The Late Late Show with James Corden, la canción despertó interés entre el público, lo que llevó a Interscope Records a convertirla en el segundo sencillo oficial del disco, pese a que ya se había anunciado que anterioridad que «A-Yo» sería lanzada como tal. Simultáneamente, se programó su lanzamiento para las radios estadounidense para el 1 de noviembre.
«Million Reasons» fue compuesta y producida por Gaga y Mark Ronson, con ambos recibiendo ayuda de Hillary Lindsey en la composición y de BloodPop en la producción. Según Gaga, la canción es «country mezclado con funk y rock and roll», mientras que varios expertos coincidieron en que era una balada country con toques pop y un estilo similar al de Carrie Underwood. Su letra habla simultáneamente sobre la ruptura y la esperanza en una relación amorosa. El tema tiene una duración de tres minutos con veinticinco segundos y de acuerdo con la partitura publicada en el sitio Musicnotes, tiene un tempo larghetto de 64 pulsaciones por minuto y está escrita en la tonalidad de do mayor. El registro vocal de Gaga se extiende desde la nota sol#3 hasta la re#5.

## Recepción

### Rendimiento comercial
En los Estados Unidos, en su lanzamiento original como sencillo promocional en octubre de 2016, «Million Reasons» debutó en el puesto 76 del Billboard Hot 100, siendo la vigésima cuarta canción de Gaga en ingresar al listado. Casi dos meses más tarde, tras la emisión de su presentación en el Victoria's Secret Fashion Show, alcanzó una nueva posición máxima en la casilla 52. Dicha semana, consiguió vender 44 000 copias, con lo que alcanzó el puesto 6 del Digital Songs, siendo su décima sexta canción en ingresar a los diez primeros de dicha lista. Tras su actuación en el medio tiempo del Super Bowl LI en febrero de 2017, «Million Reasons» sufrió un aumento considerable en su rendimiento; en la semana posterior al evento, reingresó al Billboard Hot 100 en la cuarta posición, con lo que empató el récord del mayor reingreso jamás visto en el conteo. Además, pasó a ser el décimo cuarto tema de su carrera que entra a los diez primeros y el primero desde «Applause» en 2013. Asimismo, «Million Reasons» consiguió vender 149 000 copias, lo que provocó que reingresara en la cima del Digital Songs, siendo el quinto número 1 de Gaga en el listado y primero desde «Born This Way» en 2011. Dicha cantidad supuso un aumento en ventas del 1334% respecto a la semana previa al Super Bowl, y con ello, la canción superó el medio millón de copias vendidas en los Estados Unidos. En el listado Pop Songs, llegó hasta el puesto diecisiete, siendo el primer top 20 de Gaga desde «Do What U Want» en 2013, en Adult Pop Songs alcanzó la quinta casilla, siendo su segunda canción mejor posicionada tras «The Edge of Glory» y en Adult Contemporary llegó hasta el catorce, siendo su tercera mejor posición, también tras «The Edge of Glory» y «Alejandro». El 9 de marzo de 2017, la Recording Industry Association of America le otorgó al sencillo un disco de platino por exceder el millón de unidades certificadas entre copias digitales y equivalencia de streaming. A finales de junio del mismo año, la canción superó el millón de copias puras. Hasta el 25 de febrero de 2018, había vendido 1.1 millones de copias en los Estados Unidos.
En Canadá, «Million Reasons» se ubicó en el lugar dieciséis del Canadian Hot 100 y la Canadian Recording Industry Association le otorgó un disco de oro certificando 40 000 unidades. En Italia, alcanzó el puesto doce de su listado semanal y pasó 19 semanas dentro del mismo, con lo que se convirtió en la segunda canción de Gaga con más semanas acumuladas, tras «Poker Face». Además, fue certificada con triple disco de platino por la Federación de la Industria Musical Italiana luego de exceder las 150 000 unidades, con lo que fue la primera canción de Gaga en obtener el multiplatino desde «Born This Way» en 2011. El sencillo también fue bien recibido en otros países de Europa como Suiza, Eslovaquia y Hungría, donde llegó hasta las posiciones siete, nueve y diez de sus conteos oficiales, respectivamente. Asimismo, consiguió ingresar a los treinta primeros en España y Francia, y a los cuarenta en Australia y el Reino Unido. Particularmente, en Australia obtuvo un disco de platino por vender más de 70 000 copias, mientras que en el Reino Unido recibió un disco de plata por 200 000 unidades.

## Promoción

### Vídeo musical
El videoclip de la canción estuvo dirigido en conjunto por Ruth Hogben y Andrea Gelardin, quienes lo planearon como una continuación de «Perfect Illusion». Su estreno mundial se dio el 14 de diciembre de 2016 en MTV y poco después fue publicado en el canal de YouTube de la artista. El vídeo comienza en donde termina «Perfect Illusion», con Gaga sola en el desierto. Durante el ocaso, su equipo la va a buscar y tras un reencuentro emocional, Gaga es llevada a un estudio para ser preparada para grabar un vídeo. En estas tomas, se le ve hablando con sus estilistas y reflexionando. A lo largo del vídeo, se intercalan estas escenas con otras donde Gaga interpreta la canción con una guitarra en un fondo blanco mientras viste un sombrero, chaqueta y pantalones de color rosa. En general, el videoclip tuvo buena recepción por parte de escritores de medios como Digital Spy, Spin y V, que lo describieron como «emocional», «transparente», «íntimo», «sentimental» y «asombroso».

### Presentaciones en vivo

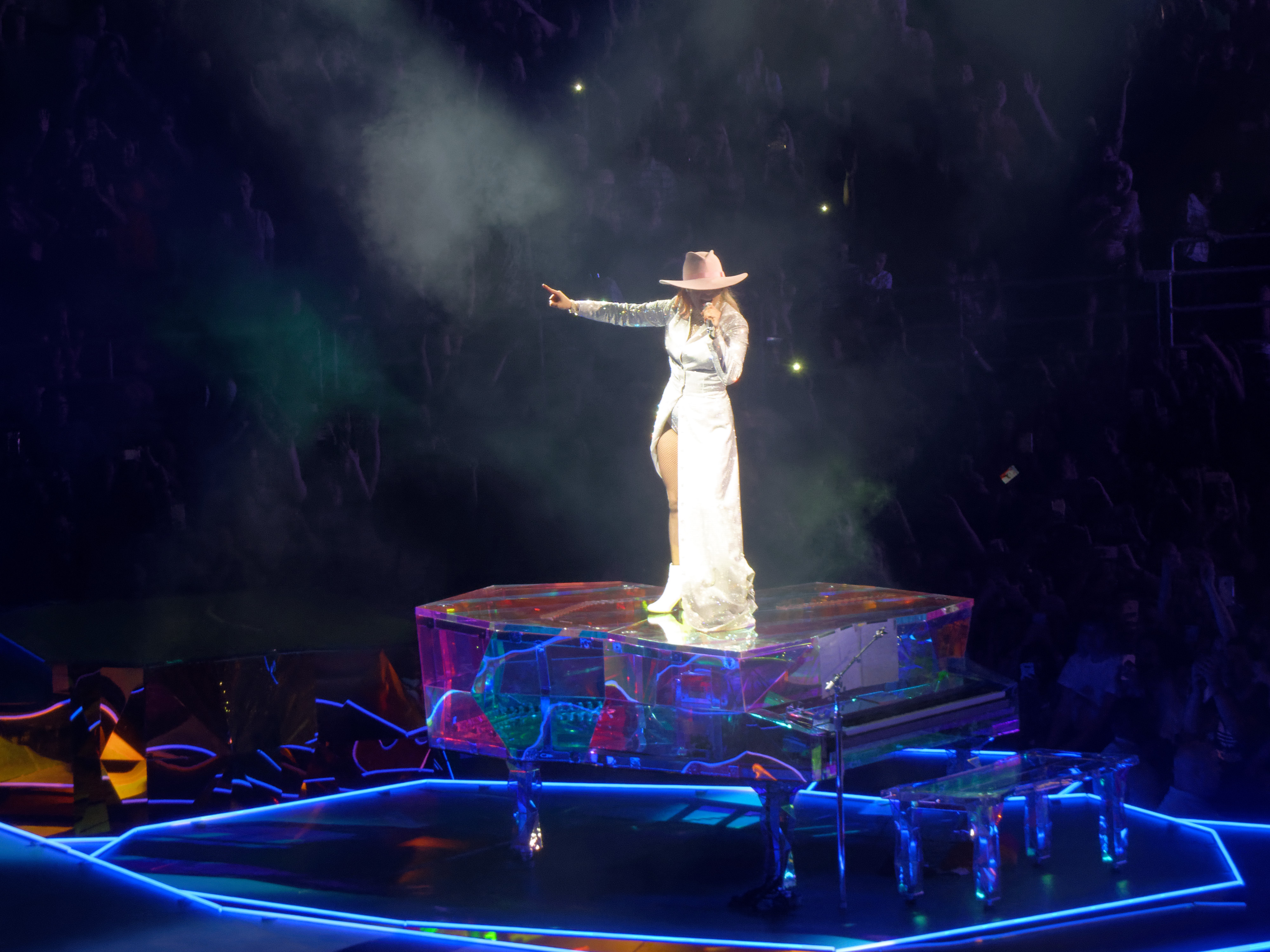
Gaga interpretando la canción durante el Joanne World Tour.

«Million Reasons» fue interpretada por primera vez el 5 de octubre de 2016 como tercera canción del primer espectáculo del Dive Bar Tour en Nashville. Asimismo, Gaga la interpretó en los otros dos conciertos de la gira, que se llevaron a cabo el 20 del mismo mes en Nueva York y el 27 en Los Ángeles. El 22, la presentó en el programa Saturday Night Live, y la actuación fue alabada por los críticos como «emocional» y «poderosa». Dos días después, la cantó nuevamente para la radio SiriusXM. El 26, Gaga participó en el segmento Carpool Karaoke del programa The Late Late Show with James Corden, donde interpretó «Million Reasons» junto a «Perfect Illusion» y otros sencillos de sus álbumes anteriores como «Poker Face», «Bad Romance», «Born This Way» y «The Edge of Glory». El 20 de noviembre, presentó la canción en los American Music Awards; la actuación fue simplemente la artista sentada en una pradera artificial a la luz de la luna mientras tocaba la guitarra. En general, obtuvo buenos comentarios, con Billboard catalogándola como la tercera mejor de las quince que hubo durante la noche. Asimismo, críticos de The Huffington Post y Out la describieron como «emocional», «inspiradora» e «increíble». Días después, la cantó en el Ali Forney Center, un centro de apoyo para miembros de la comunidad LGBT sin hogar en Nueva York.
Posteriormente, Gaga viajó a París, Francia, para las grabaciones del Victoria's Secret Fashion Show, que se llevaron a cabo el 30 de noviembre. En el evento, interpretó «Million Reasons» usando un vestido de cuerpo completo de color verde con rosas rojas. Hubo opiniones dispares respecto al rendimiento de la artista, con algunos medios comentando que visualmente fue «hermosa», pero que por momentos la artista sonaba «incómoda» y «apagada». Igualmente, se cuestionó la decisión de interpretar una balada en una pasarela. Tras ello, se trasladó al Reino Unido y presentó la canción en un evento sorpresa en Londres el 2 de diciembre. Dos días más tarde, la interpretó en la semifinal de la decimotercera temporada del programa The X Factor, con una escenografía que representaba el ocaso.
El 12 de diciembre, se emitió su presentación en el programa de televisión japonés SMAP×SMAP, en la cual interpretó una versión a piano de la canción dentro de una gran flor de loto. El 5 de febrero de 2017, Gaga la interpretó en el espectáculo de medio tiempo del Super Bowl LI junto a otros de sus temas como «Poker Face», «Born This Way», «Telephone», «Just Dance» y «Bad Romance». Durante la actuación, estuvo tocando el piano mientras la audiencia del estadio creaba figuras con antorchas fosforescentes. También fue incluida en el repertorio de su quinta gira como solista, Joanne World Tour y de su segunda residencia Lady Gaga: Enigma.

## Posicionamiento en listas

### Semanales
| Alemania          | German Singles Chart         | 85 |
| Australia         | Australian Singles Chart     | 34 |
| Austria           | Ö3 Austria Top 40            | 52 |
| Bélgica (Valonia) | Ultratop 40                  | 32 |
| Canadá            | Canadian Hot 100             | 16 |
| Escocia           | Scottish Singles Chart       | 11 |
| Eslovaquia        | Singles Digitál Top 100      | 9  |
| España            | Top 50 Canciones             | 22 |
| Estados Unidos    | Billboard Hot 100            | 4  |
| Estados Unidos    | Adult Contemporany           | 14 |
| Estados Unidos    | Digital Songs                | 1  |
| Estados Unidos    | Adult Pop Songs              | 5  |
| Estados Unidos    | Radio Songs                  | 19 |
| Estados Unidos    | Pop Songs                    | 17 |
| Francia           | French Singles Chart         | 29 |
| Hungría           | Single (Track) Top 10        | 10 |
| Irlanda           | Irish Singles Chart          | 58 |
| Italia            | Italian Top Digital Download | 12 |
| Portugal          | Portuguese Singles Chart     | 53 |
| Reino Unido       | UK Singles Chart             | 39 |
| República Checa   | Singles Digitál Top 100      | 48 |
| Suecia            | Swedish Singles Chart        | 71 |
| Suiza             | Swiss Singles Chart          | 7  |

### Certificaciones
| País           | Organismo certificador | Certificación | Ventas certificadas | Ref.   |
| -------------- | ---------------------- | ------------- | ------------------- | ------ |
| Alemania       | BVMI                   | Oro           | 200 000             | [ 63 ] |
| Australia      | ARIA                   | 4× Platino    | 280 000             | [ 26 ] |
| Brasil         | ABPD                   | 2× Platino    | 80 000              | [ 64 ] |
| Canadá         | CRIA                   | Oro           | 40 000              | [ 21 ] |
| Dinamarca      | IFPI — Dinamarca       | Oro           | 45 000              | [ 65 ] |
| Estados Unidos | RIAA                   | 3× Platino    | 3 000               | [ 5 ]  |
| Francia        | SNEP                   | Platino       | 200 000             | [ 66 ] |
| Italia         | FIMI                   | 3× Platino    | 150 000             | [ 22 ] |
| Noruega        | IFPI — Noruega         | Platino       | 60 000              | [ 67 ] |
| Polonia        | ZPAV                   | 2× Platino    | 40 000              | [ 68 ] |
| Reino Unido    | BPI                    | Platino       | 600 000             | [ 27 ] |
| Suecia         | GLF                    | Oro           | 40 000              | [ 69 ] |

### Anuales
| Estados Unidos | Adult Contemporany | 29 |
| Estados Unidos | Digital Songs      | 33 |
| Estados Unidos | Adult Pop Songs    | 28 |

## Premios y nominaciones
| Año  | Premiación     | Categoría                        | Resultado | Ref.  |
| ---- | -------------- | -------------------------------- | --------- | ----- |
| 2018 | Premios Grammy | Mejor interpretación pop solista | Nominado  | [ 9 ] |

## Historial de lanzamientos
| País           | Fecha                  | Formato          | Ref.  |
| -------------- | ---------------------- | ---------------- | ----- |
|                | 6 de octubre de 2016   | Descarga digital | [ 2 ] |
| Estados Unidos | 1 de noviembre de 2016 | Airplay          | [ 3 ] |